# Holger Klose
Holger Klose (* 5. Dezember 1972 in Bitburg) ist ein ehemaliger deutscher Hammerwerfer.

## Werdegang
Klose, der anfangs für die Leichtathletik-Abteilung von Eintracht Frankfurt startete, warf bei den Weltmeisterschaften 1997 in Athen auf 75,16 m und erreichte mit dieser Weite bereits den 14. Platz. Bei den Europameisterschaften 1998 in Budapest erreichte mit 74,05 m den 20. Platz.1 Jahr später bei den Weltmeisterschaften 1999 in Sevilla erreichte er in der ersten Qualifikationsrunde leider keinen gültigen Versuch und schied ohne Weite aus. Bei den Weltmeisterschaften 2001 in Edmonton erreichte er mit einer Weite von 74,02 m den 25. Platz. Ein Jahr später bei den Europameisterschaften 2002 in München erreichte er in der Qualifikation mit einer Weite von 76,98 m am Ende den 17. Platz. Im Jahr 2005 bei den Weltmeisterschaften in Helsinki erreichte er mit 76,47 m in der Qualifikation das Finale der besten 12 und wurde hier am Ende 10. mit 74,80 m.
Nachdem Klose wegen Verletzungen 2007 seine aktive Hammerwurfkarriere beendet hatte, begann er mit dem Laufen und bestritt bereits in den ersten Jahren Läufe auf Halbmarathonstrecken.

## Privates
2002 heiratete Klose die Hammerwerferin Kirsten Münchow, mit der er am 14. Juni des gleichen Jahres einen Sohn bekam. 2007 ließ sich das Paar scheiden. Mit seiner zweiten Frau bekam er noch einmal zwei Kinder. Nach der Geburt des zweiten Kindes zog die Familie nach Kempten (Allgäu), heute arbeitet er für ein Pharma-Unternehmen in Düsseldorf.